# Parti social-national
Le Parti social-national est un parti politique fondé en 1933 par Jean Hennessy, député élu en 1924 du cartel des gauches, nommé en 1926 ministre de l’Agriculture sous Raymond Poincaré, Aristide Briand et André Tardieu.
Il ne doit pas être confondu avec le Parti socialiste national. Il tente à l'automne 1935 de s'implanter en Algérie où ses affiches le présentent comme le « seul organisme intégralement antijuif ». En 1936, Jean Hennessy se fait élire député de Nice et le parti social-national est intégré dans le groupe parlementaire de la gauche indépendante. Très peu actif dans la vie parlementaire, il manifeste son opposition au Maréchal Pétain en refusant de lui voter les pleins pouvoirs.

## Programme

### Principaux thèmes
Destiné à lutter contre le parlementarisme et l'instabilité du régime de partis, le Parti social-national se voulait le « parti de l’ordre » et de la « rénovation française », et qui ne penchait « ni vers la droite ni vers la gauche », destiné à mettre en œuvre un programme « socialiste », « régionaliste », opposé à l'« internationalisme », mais partisan d'une « Europe fédéraliste ».